# Seznam maroških pisateljev
Seznam maroških pisateljev.

## B
- Mohammed Berrada

## J
- Tahar Ben Jelloun

## S
- Leïla Slimani